# Schizolaena elongata
Schizolaena elongata là một loài thực vật có hoa trong họ Sarcolaenaceae. Loài này được Thouars miêu tả khoa học đầu tiên năm 1805.